# پیتر ولنتاین
پیتر ولنتاین (انگلیسی: Peter Valentine؛ زادهٔ ۱۶ آوریل ۱۹۶۳) بازیکن فوتبال اهل بریتانیا است.
از باشگاه‌هایی که در آن بازی کرده‌است می‌توان به باشگاه فوتبال بری، باشگاه فوتبال روچدیل، باشگاه فوتبال هادرزفیلد تاون، باشگاه فوتبال بولتون واندررز، و باشگاه فوتبال کارلایل یونایتد اشاره کرد.